# A121 (Russland)
Die A121 Sortawala (russisch Сортавала) ist eine Fernstraße föderaler Bedeutung in Russland. Sie verläuft von Sankt Petersburg durch den Nordwesten der Oblast Leningrad, westlich um den Ladogasee über die namensgebende Stadt Sortawala unweit der Staatsgrenze zu Finnland zur Fernstraße R21 Kola westlich der karelischen Hauptstadt Petrosawodsk.
Die Straße erhielt den Status einer Fernstraße föderaler Bedeutung und die Nummer A121 im Jahr 2010. Zuvor trug der Abschnitt von Sankt Petersburg bis Sortawala die Nummer A129, von dort bis Lemetti nordwestlich von Pitkjaranta die Nummer A130 und auf dem verbleibenden Abschnitt bis Prjascha an der heutigen R21 (ehemals M18) die Nummer R21. Bis zum 31. Dezember 2017 dürfte man die alten Nummern noch alternativ verwenden.
Eine neue vierspurige Trasse mit autobahnähnlichem Charakter ist zwischen Sankt Petersburg und Sortawala teils fertiggestellt, teils in Planung. Der erste 27 km lange Teil von Sankt Petersburg bis nördlich der Siedlung Kerro verläuft einige Kilometer östlich der alten Trasse der A129 (diese trägt dort jetzt als Straße regionaler Bedeutung der Oblast Leningrad die Nummer 41K179) und ging abschnittsweise zwischen 2010 und 2013 in Betrieb. Weiter folgt die 47 km lange Strecke zwischen Kerro und Losewo, die im Jahr 2018 fertiggestellt wurde. Ein weiterer Abschnitt (Stand 2024) zwischen Losewo und Sortawala sieht eine komplette Neutrassierung westlich der bisherigen Route, näher zur finnischen Grenze vor.
Die frühere R21 zwischen Prjascha und Lemetti, Teil der kürzesten Verbindung zwischen der karelischen Hauptstadt Petrosawodsk und der finnischen Grenze, wurde zwischen 1999 und 2003 umfassend saniert, auf weiten Strecken begradigt und asphaltiert sowie westlich von Lemetti über ein gut 10 km langes Neubaustück neu an die frühere A130 angeschlossen.

## A121 bis 2007
Bis 2007 trug eine andere Straße in der Oblast Leningrad die Nummer A121. Sie verläuft entlang der Südküste des Finnischen Meerbusens über 218 km von Sankt Petersburg über Peterhof, Sosnowy Bor und Ust-Luga zur Fernstraße A180 Narwa (früher M11) zwischen Kingissepp und Iwangorod. 2007 wurde diese Straße größtenteils als Fernstraße regionaler Bedeutung der Oblast Leningrad eingestuft. Dabei erhielt der Abschnitt von Sankt Petersburg bis Rutschji nördlich von Ust-Luga die Nummer 41A-007, der westlichste Abschnitt ab Luschizy die Nummern 41K-109 und 41K-113. Ein knapp 20 km langer Abschnitt um den Hafen Ust-Luga ist Teil einer Zweigstrecke von der Fernstraße föderaler Bedeutung A180.

## Galerie

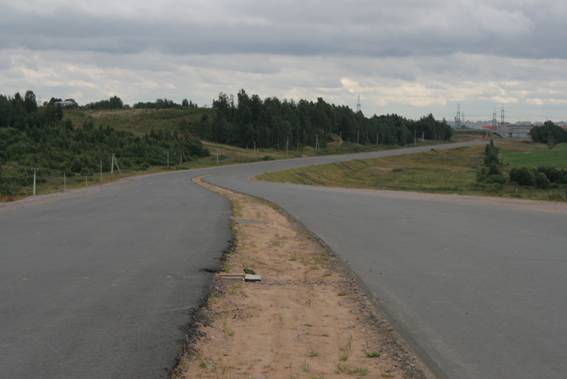
Die im Bau befindliche A121 zwischen Sankt Petersburg und Kerro (2008)
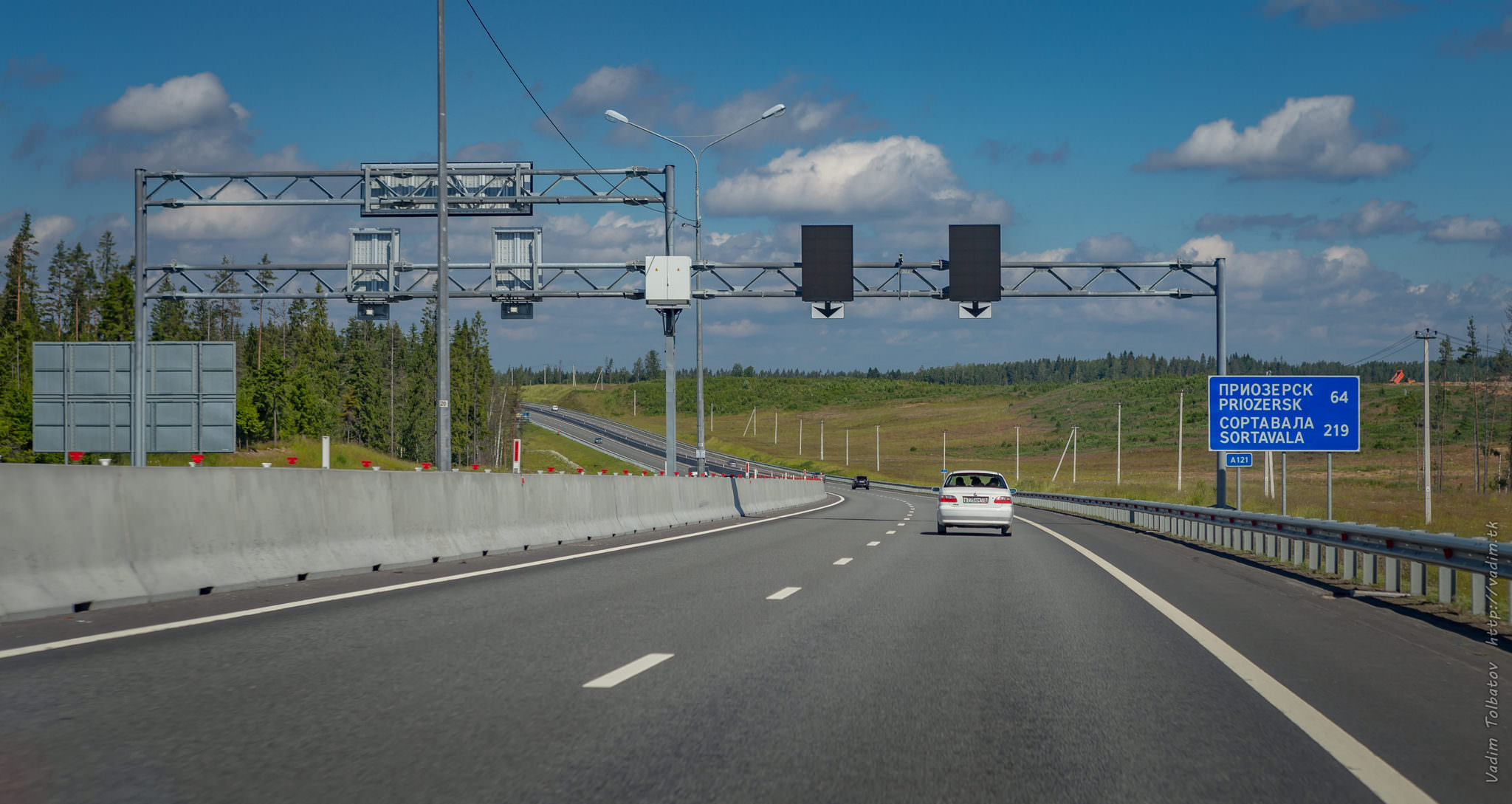
Die neu fertiggestellte A121 in der Oblast Leningrad (2017)
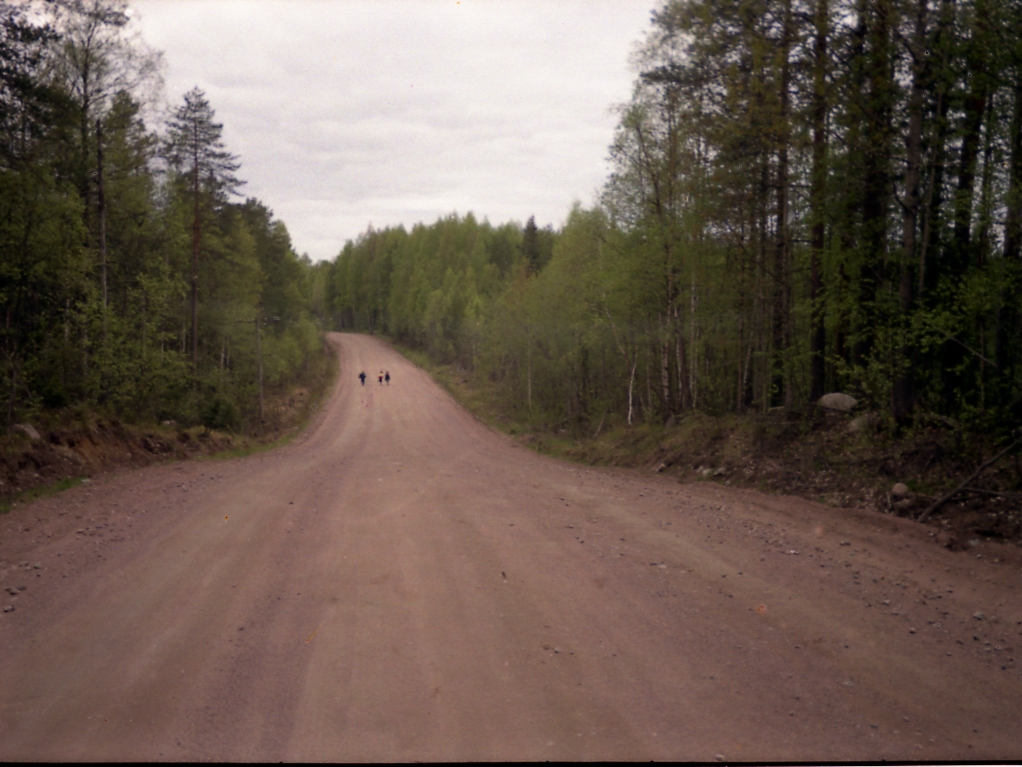
Frühere R21 zwischen Prjascha und Lemetti vor der Rekonstruktion (2008)
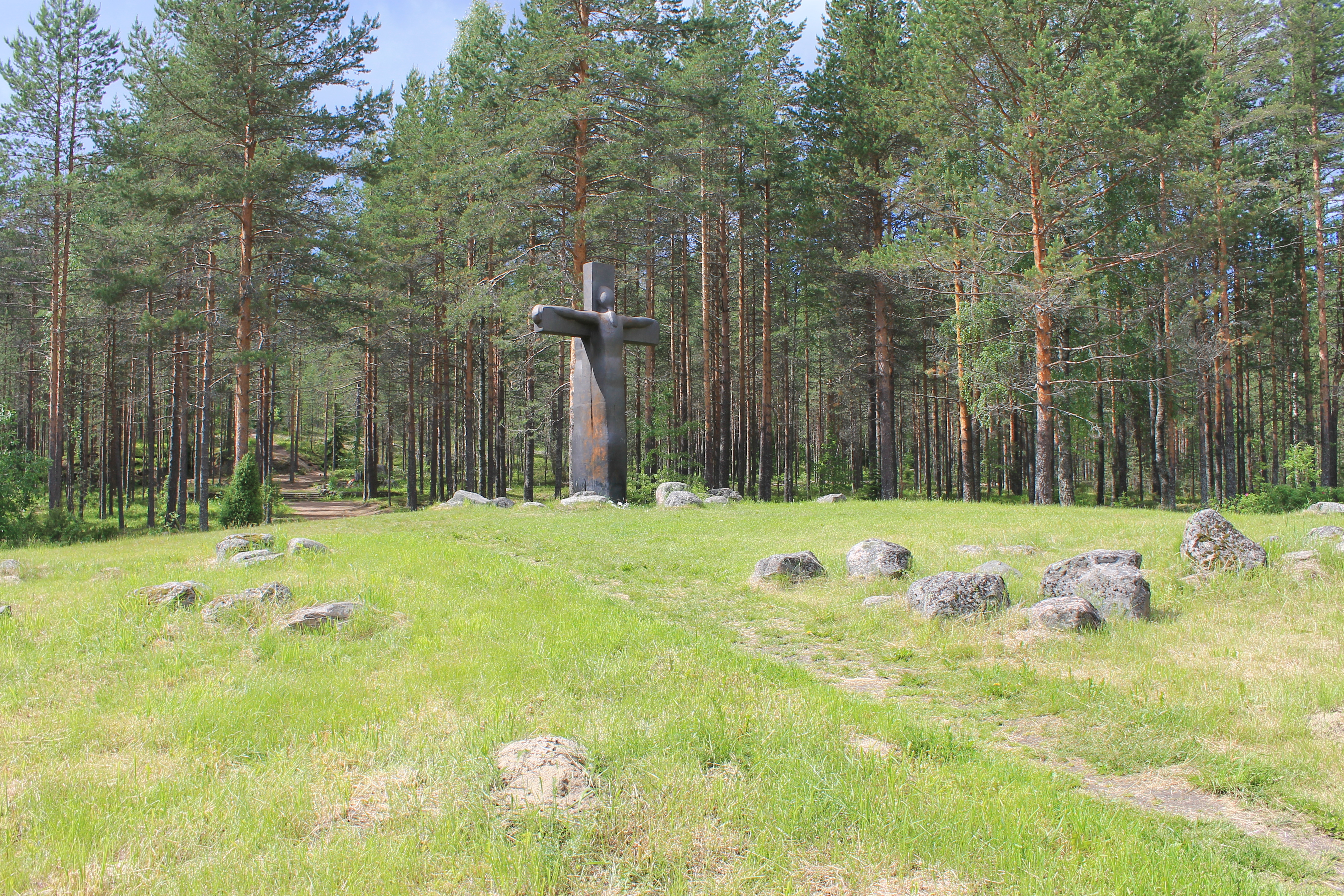
Kreuz der Trauer (errichtet 2000) zur Erinnerung an den Winterkrieg, unweit der Kreuzung mit der früheren A131 bei Lemetti